# Veratrum
Veratrum este un gen de plante cu flori din familia Melanthiaceae. Speciile sunt întâlnite în habitate umede din marea parte a zonelor temperate și subarctice din Europa, Asia și America de Nord.

Speciile Veratrum sunt plante viguroase erbacee perene, cu rizomi negri extrem de otrăvitori și inflorescențe cu flori albe sau maro pe tulpini erecte.

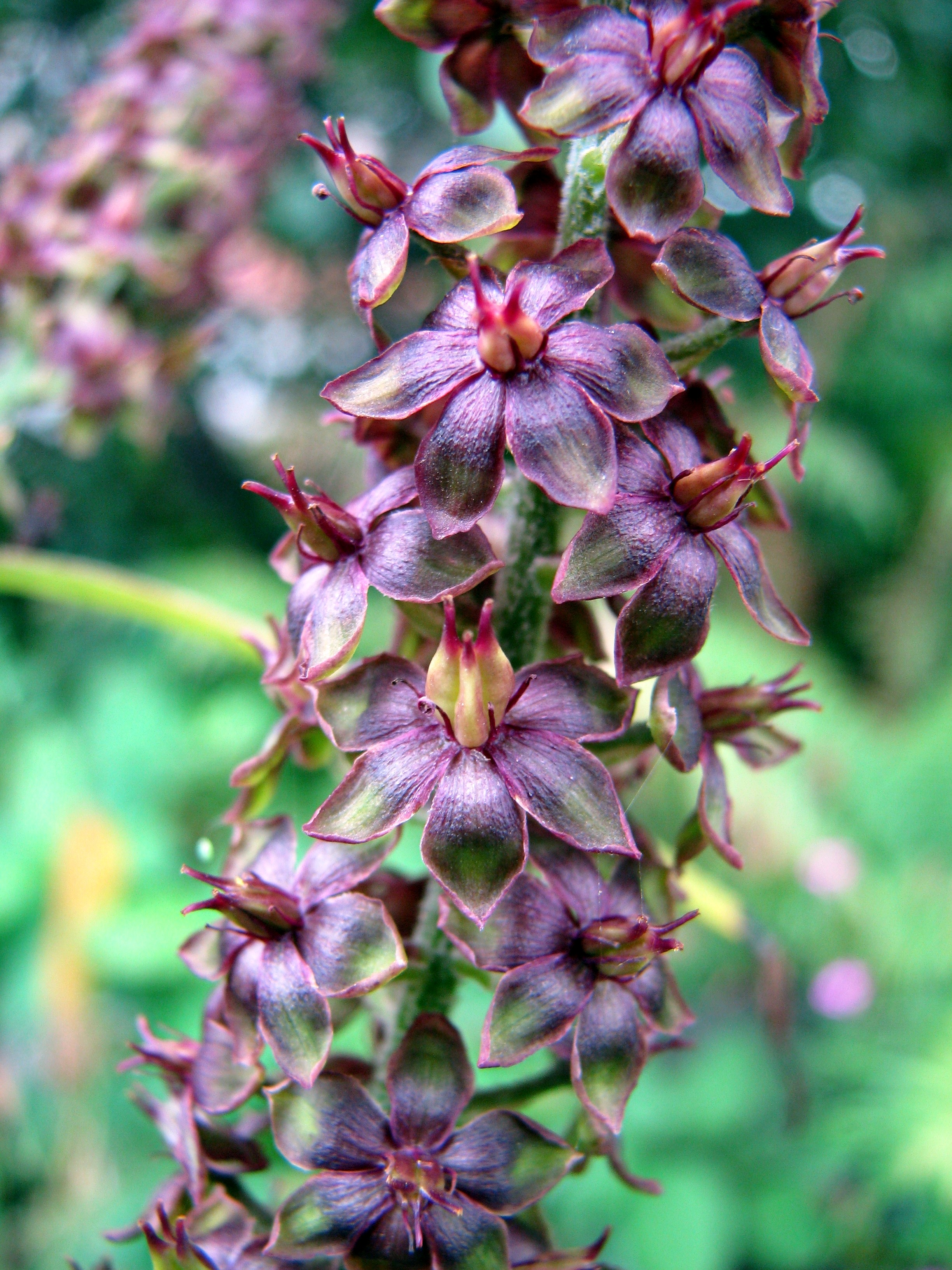
Veratrum nigrum, Polonia
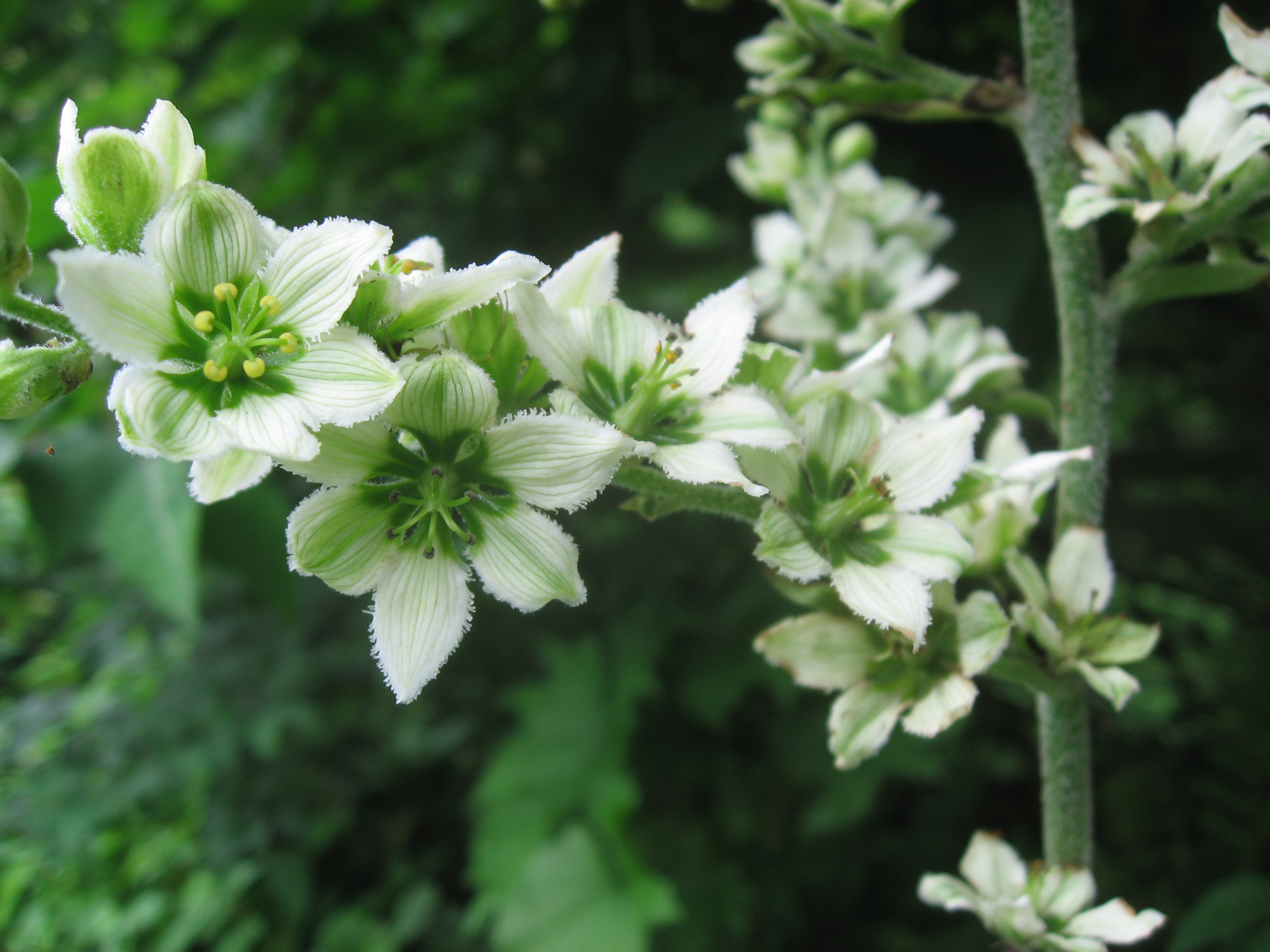
Veratrum album subsp. oxysepalum, Prefectura Fukushima, Japonia
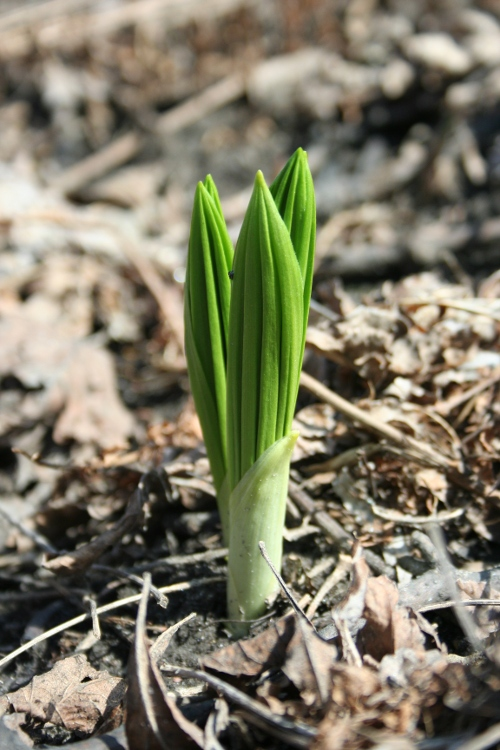
Veratrum viride, Quebec, Canada
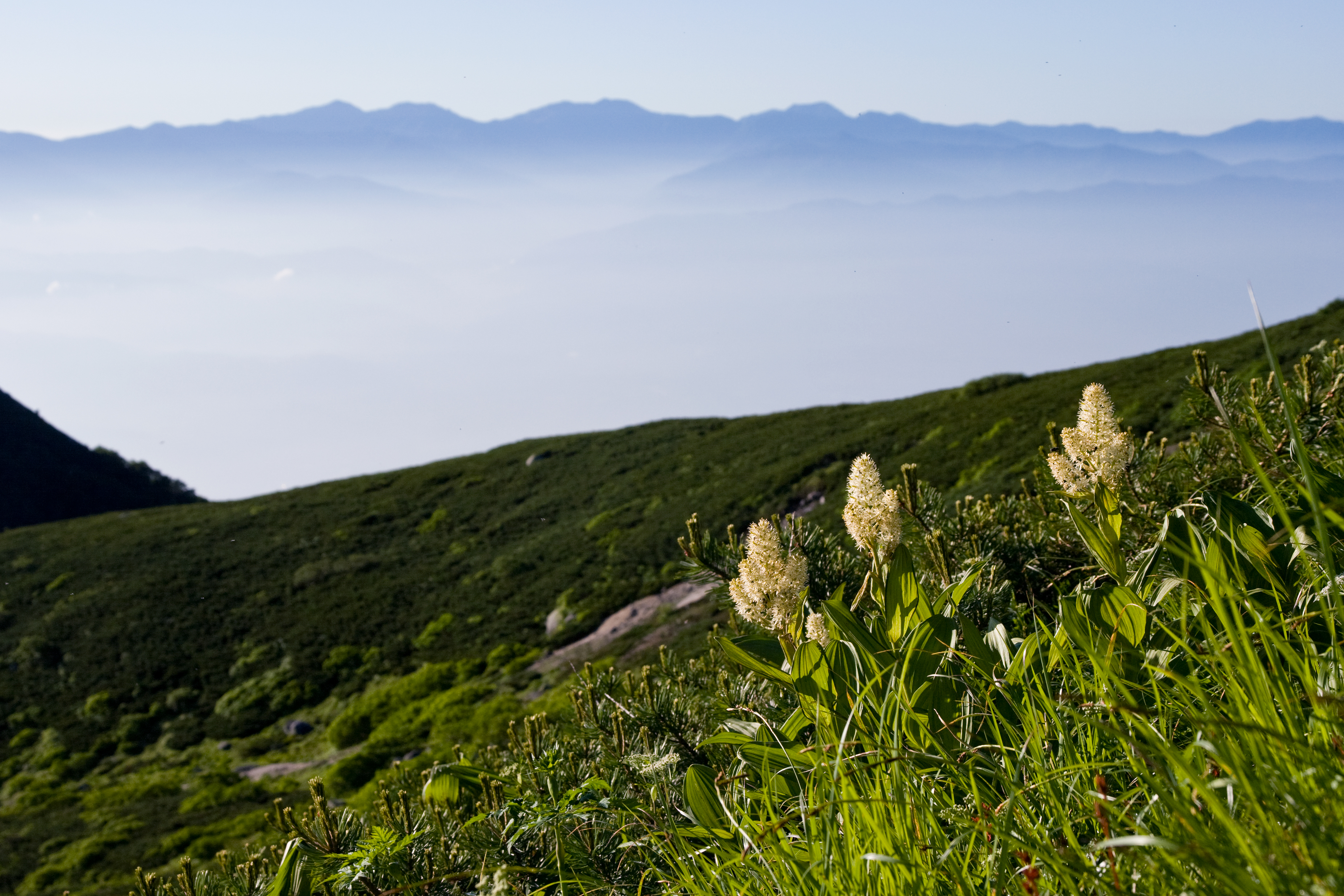
Veratrum stamineum, Japonia

## Ecologie
Speciile Veratrum reprezintă o sursă de hrană pentru larvele unor specii de lepidoptere, printre care Xestia c-nigrum.

## Habitat

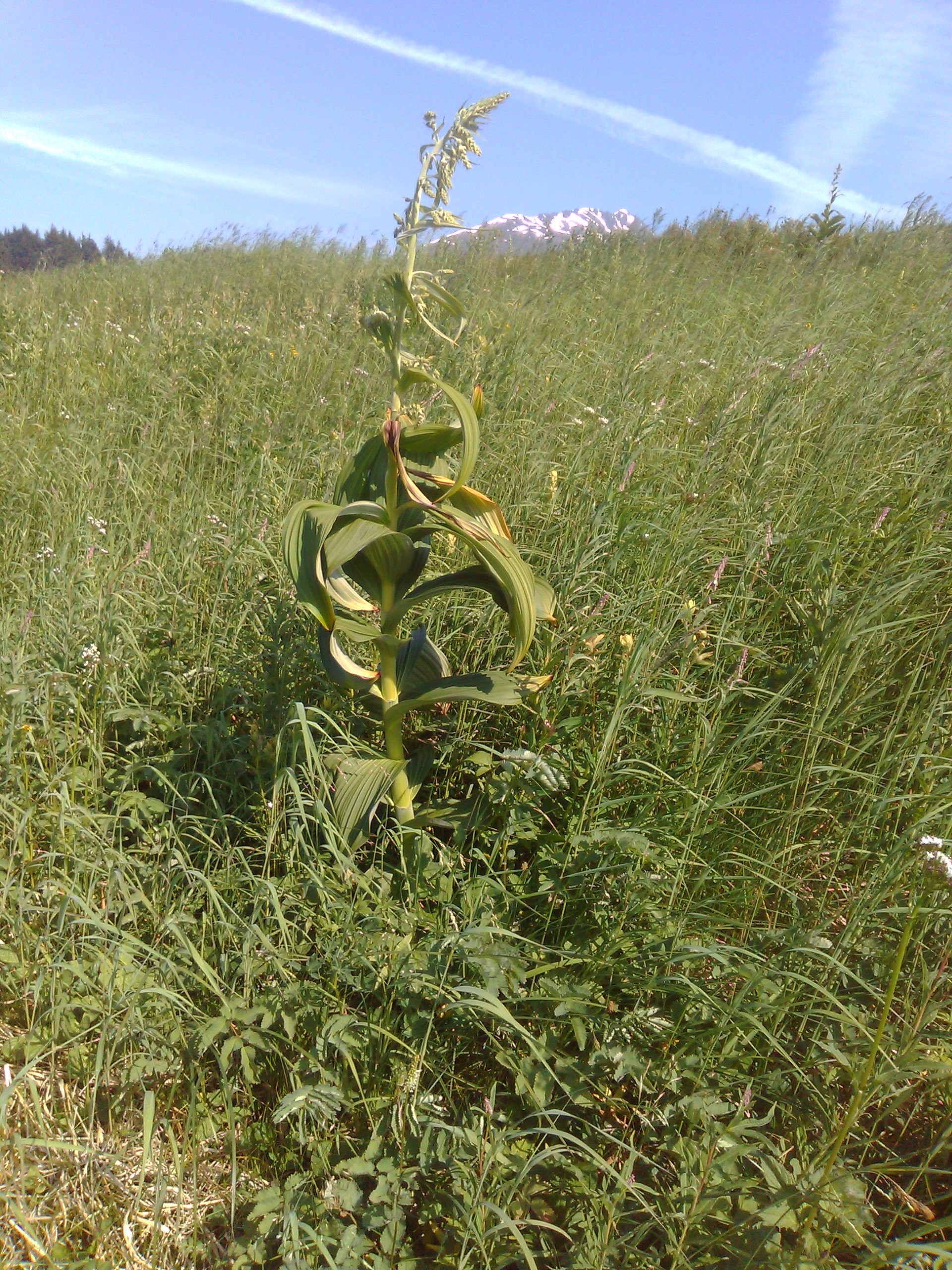
Veratrum sp. în habitatul său natural, pe soluri umede, cu drenaj bun în zone de tranziție montane, alpine, de tundră/pădure, precum Pasul Turnagain, Alaska. Această plantă este de aproximativ 1,5 m înălțime, dar poate ajunge la peste 6 metri.

Răspândite pe scară largă în habitate montane din zine temperate din emisfera nordică, speciile Veratrum preferă lumina soarelui și soluri umede și sunt comune în pajiști umede de munte, mlaștini și în apropiere de pârâuri.

## Toxicitate
Speciile Veratrum conțin alcaloizi steroidieni extrem de toxici (de exemplu, veratridină) care activează canalele de ioni de sodiu și provoacă rapid insuficiență cardiacă și deces dacă sunt ingerate. De asemenea, în plante a fost identificat și 2-deoxijervină, despre care se știe că provoacă ciclopie. Toate părțile plantei sunt otrăvitoare, dar rădăcina și rizomii sunt cele mai otrăvitoare. Simptomele apar de obicei între treizeci de minute și patru de ore după ingestie și includ greață și vărsături, dureri abdominale, senzație de amorțeală, dureri de cap, transpirație, slăbiciune musculară, bradicardie, hipotensiune arterială, aritmii cardiace și convulsii. Tratamentul pentru otrăvire include decontaminare gastrointestinală folosind cărbune activ, urmat de tratament de susținere, inclusiv antiemetice pentru greață și vărsături, împreună cu atropină pentru tratamentul bradicardiei și înlocuirea fluidelor și vasopresoare pentru tratamentul hipotensiunii arteriale.
Toxinele sunt produse doar în timpul creșterii active. În lunile de iarnă, planta degradează și metabolizează o mare parte din alcaloizii toxici. Amerindienii recoltau rădăcinile în scopuri medicinale în această perioadă de latență.

## Utilizări
Amerindienii foloseau sucul presat din rădăcinile acestei plante pentru realizarea de săgeți otrăvite înainte de luptă. Pulberea de rădăcină uscată a acestei plante a fost, de asemenea, utilizată ca insecticid. Triburile de amerindieni din vest au o lungă istorie de utilizare a acestei plante în scopuri medicinale și combinau cantități infime de rădăcina acestei plante recoltată iarna cu Salvia dorii pentru a-i potența efectele și a reduce toxicitatea. Proprietățile teratogene și capacitatea de a induce malformații congenitale severe erau bine cunoscute acestor triburi.

### Cercetare medicală
În anii 1930, extractele de Veratrum au fost investigate pentru tratamentul hipertensiunii arteriale la om. Pacienții tratați sufereau de multe ori din cauza efecte secundare datorate indicelui terapeutic foarte îngust al acestor produse. Din cauza toxicității și disponibilității altor substanțe mai puțin toxice, consumul de Veratrum ca tratament pentru hipertensiune arterială la om a fost întrerupt.

### Medicină tradițională
Membrii Veratrum sunt cunoscuți atât în herbalismul vestic, cât și în medicina tradițională chineză ca plante toxice care trebuie utilizate cu mare prudență. Este una dintre plante medicinale („Li lu”) menționate în carțile de medicină tradițională chineză ca fiind incompatibile cu multe alte plante comune din cauza potențării efectelor. În special, multe rădăcini, precum ginseng, san qi și hai seng, creează sau exacerbează efectul toxic.
Rădăcinile de V. nigrum și V. schindleri au fost folosite în herbalismul chinez, unde plantele din acest gen sunt cunoscute sub numele de „li lu” (藜蘆). Li lu este folosit intern ca un vomitiv puternic de ultimă instanță și topic pentru a ucide paraziți externi, a trata dermatofitoza și scabia și a opri mâncărimile. Unii herbaliști refuză să prescrie li lu intern, invocând dificultăți extrem în pregătirea unei doze sigure și eficiente și decesuri produse la doze de doar 0,6 grame.

## Specii
Specii acceptate
- Veratrum albiflorum: Rusia de est
- Veratrum album: Europa, Siberia, Caucaz, Turcia
- Veratrum alpestre: Primorye, Coreea, Japonia
- Veratrum anticleoides: Rusia de est
- Veratrum californicum: vestul SUA, Mexic (Chihuahua, Durango)
- Veratrum dahuricum: Siberia, Rusia de est, Coreea, China
- Veratrum dolichopetalum: Rusia de est, Coreea, China
- Veratrum fimbriatum: California (Sonoma + Mendocino)
- Veratrum formosanum: Taiwan
- Veratrum grandiflorum: China
- Veratrum hybridum (sin. V. latifolium): estul SUA
- Veratrum insolitum: Washington, Oregon, California
- Veratrum lobelianum: Rusia, Mongolia, Xinjiang, Asia Centrală, Caucaz
- Veratrum longibracteatum: Honshu
- Veratrum maackii: Rusia de est, China, Coreea, Japonia
- Veratrum mengtzeanum: China, Thailanda
- Veratrum micranthum: Sichuan, Yunnan
- Veratrum nigrum: Eurasia din Franța până în Coreea
- Veratrum oblongum: Sichuan, Hubei, Jiangxi
- Veratrum oxysepalum: Rusia, China, Coreea, Japonia, Alaska
- Veratrum parviflorum: Munții Apalași de sud
- Veratrum schindleri: China
- Veratrum shanense: China, Myanmar
- Veratrum stamineum: Japonia
- Veratrum taliense: Sichuan, Yunnan
- Veratrum × tonussii : Italia
- Veratrum versicolor: Coreea, China
- Veratrum virginicum: centrul și estul SUA
- Veratrum viride: nord-vestul și nord-estul Americii de Nord
- Veratrum woodii: sudul SUA